# Johann Heinrich von Lindenau
Johann Heinrich von Lindenau (* 2. Dezember 1586 in Hartenstein; † 20. Mai 1615 in Börnichen b. Oederan) war ein in jungen Jahren verstorbener Rittergutsbesitzer in Niederschöna im Kurfürstentum Sachsen.
Sein Vater war Heinrich von Lindenau auf Niederschöna, der als Hauptmann auf dem Schloss Hartenstein im Erzgebirge tätig war und u. a. eine Zeit auf der Insel Malta weilte. Der Großvater war Wolf von Lindenau und sein Urgroßvater Hans (Johann) von Lindenau. Dieser war in der Sterbestunde des Herzogs Georg von Sachsen anwesend und hatte diesem Trost zugesprochen. Der Bruder seines Vaters hieß auch Hans von Lindenau. Dieser war Appellationsrat in Dresden und Oberaufseher der Grafschaft Mansfeld. Seine Mutter war eine geb. Fuchs aus dem adeligen Hause Neuwind in Thüringen.
Johann Heinrich von Lindenau wurde auf dem Schloss Hartenstein geboren. Nach dem frühen Tod des Vaters musste er zahlreiche Rechtsstreitigkeiten bewältigen. Er starb im 28. Lebensjahr kurz vor der beabsichtigten Eheschließung an den Blattern. Kurz vor seinem Tod bat er seinen Schwager Haubold von Schönberg auf Börnichen, der Barbara von Lindenau geheiratet hatte, um ein ehrenhaftes Begräbnis, was dieser auch bewerkstelligte. Johann Heinrich von Lindenau wurde am 5. Juni 1615 in Oederan beigesetzt. Der Oederaner Pfarrer Michael Koch (1563–1631) hielt die Leichenpredigt, die bei Georg Hoffmann in Freiberg in Druck erschienen ist.